# Sadiq Khan
Sadiq Khan (London, 1970. október 8. – ) pakisztáni származású brit munkáspárti politikus, akit 2016. május 6-án London polgármesterévé választottak. A történelem során ő a második muszlim vallású politikus egy nagy nyugati civilizációjú főváros élén (az első Rotterdam polgármestere, a marokkói születésű Ahmed Aboutaleb). Khant 2021-ben és 2024-ben is  újraválasztották.